# LKS Technik Głubczyce
LKS Technik Głubczyce (Ludowy Klub Sportowy Technik Głubczyce) – polski klub sportowy badmintona z siedzibą w Głubczycach, założony w 1973 roku. Występował także pod nazwą Unia Głubczyce, Polonia Głubczyce.

## Historia
Działając w przyzakładowym ognisku TKKF „Unia” Bolesław Zdeb wprowadził badmintona do programu zajęć ogniska. Grupę tworzyły uczennice Przyzakładowej Szkoły Zawodowej Z.P.Dz. „Unia”. We wrześniu 1967 Halina Pawlicka wychowanka Bolesława Zdeba zdobyła tytuł Mistrzyni Centralnej Spartakiady Włókniarzy w badmintonie.

## Zawodnicy

### Olimpijczycy
Zawodnicy klubu biorący udział w Igrzyskach Olimpijskich;
- Rio de Janeiro 2016 – Przemysław Wacha (gra podwójna mężczyzn)[2],
- Londyn 2012 – Przemysław Wacha (gra podwójna mężczyzn)[3],
- Pekin 2008 – Przemysław Wacha (gra pojedyncza)[4]
- Ateny 2004 – Przemysław Wacha (gra pojedyncza)[5]
- Sydney 2000 – Katarzyna Krasowska (gra pojedyncza kobiet), Michał Łogosz (gra podwójna mężczyzn)[6].

### Mistrzowie Polski
Zawodnicy klubu - złoci medaliści Mistrzostw Polski w badmintonie;
- gra pojedyncza mężczyzn;
  - Mistrzostwo Polski − Przemysław Wacha (13x - 2014, 2013, 2012, 2011, 2010, 2009, 2008, 2007, 2006, 2005, 2004, 2002, 1999);

- gra pojedyncza kobiet;
  - Mistrzostwo Polski − Katarzyna Krasowska (2x - 2000, 1998);

- gra podwójna mężczyzn:
  - Mistrzostwo Polski − Przemysław Wacha (3x - 2016, 2015, 2006); Michał Łogosz (2x - 2000, 1999); Rafał Hawel (1x - 2006); Wojciech Szkudlarczyk (1x - 2014)

- gra podwójna kobiet;
  - Mistrzostwo Polski − Agnieszka Wojtkowska (6x - 2016, 2015, 2014, 2013, 2012, 2009); Aneta Wojtkowska (4x - 2016, 2015, 2014, 2013); Bożena Haracz (3x - 2000, 1999, 1998); Katarzyna Krasowska (2x - 2000, 1998));  Natalia Pocztowiak (1x - 2012);

- gra mieszana;
  - Mistrzostwo Polski − Wojciech Szkudlarczyk (2x - 2013, 2012; Agnieszka Wojtkowska (3x - 2014, 2013, 2012); Aneta Wojtkowska (1x - 2015)